# Legio IV Parthica
La Legio IV Parthica (Cuarta legión «de Partia») fue una legión romana, creada por el emperador Diocleciano a finales del siglo III. Defendía, junto con la III Parthica, Osroene en Mesopotamia occidental. Para entonces, sin embargo, ya no había ningún imperio parto, sino que Persia estaba dominada por los sasánidas. 

## Historia
Se cree que estuvo acuartelada en Edesa, la capital provincial. En la Notitia Dignitatum se menciona a un Praefectus legionis quartae Parthicae («Prefecto del Cuarto Regimiento Pártico»), con sede en Circesio, bajo el mando del «notable duque de Osroena» (viri spectabilis ducis Osrhoenae). Esta legión perduró hasta la época del Imperio Bizantino, pues aparece en el ejército de Mauricio, que gobernó entre 582 y 602, aunque estacionada en Beroea (Alepo). 
No se conoce el destino posterior de la legión, si bien puede haber existido hasta las reformas del emperador bizantino Heraclio (610-641), que transformaron a las legiones sobrevivientes en themata, a mediados del siglo VII.